# Nyugati vörösfenyő
A nyugati vörösfenyő (Larix occidentalis) a fenyőalakúak (Pinales) rendjébe és a fenyőfélék (Pinaceae) családjába tartozó faj.

## Előfordulása
A nyugati vörösfenyő előfordulási területe Észak-Amerika nyugati hegységei. A kanadai Brit Columbia délkeleti és Alberta délnyugati részeitől, délre az Amerikai Egyesült Államokbeli Washington, Oregon, Idaho és Montana államokig sokfelé megtalálható.

## Megjelenése
Nagy méretű, lombhullató fenyőfaj, mely általában 30-60 méter magasra és 1,5 méter átmérőjűre nő meg. A koronája karcsú és kúpszerű; a hajtásai 10-50 centiméteresek. A tűlevelei világoszöldek, 2-5 centiméter hosszúak és nagyon karcsúak; ősszel élénk sárgává változnak és elhullanak; csupaszon hagyva a világos narancssárgás-barna ágakat, egészen a következő tavaszig. A toboza hengeresen tojás alakú, 2-5 centiméter hosszú, 40-80 tobozpikkellyel; egy tobozpikkely 4-8 milliméteres. A fiatal toboz vörös színű, de megporzás után 6 hónappal barnára változik. A toboz akár több évig is a fán maradhat; az ilyen már szürkésfekete színű.

## Életmódja
A természetben általában 500-2400 méteres tengerszint feletti magasságok között lelhető fel. Jól tűri a hideget, akár a -50 °C-os hőmérsékletet is kibírja. A szárazabb talajt kedveli, a nedves területeken nem fejlődik. Magvai létfontosságú táplálékot biztosítanak a fenyőcsíznek (Carduelis pinus), a zsezséknek (Acanthis) és a szalagos keresztcsőrűnek (Loxia leucoptera).

## Felhasználása
Egyes fennsíki indiánok a fiatal hajtások kifőzött levéből a gümőkórt, más néven tuberkulózist (tbc) és a gégegyulladást próbálták gyógyítani. A faanyagát jachtok és kerítések készítéséhez használják fel. Gyantája az olajfestékiparban hasznosítható. Az őslakósok a puhább faanyag részeit és a fanedveit fogyasztották.

## Képek

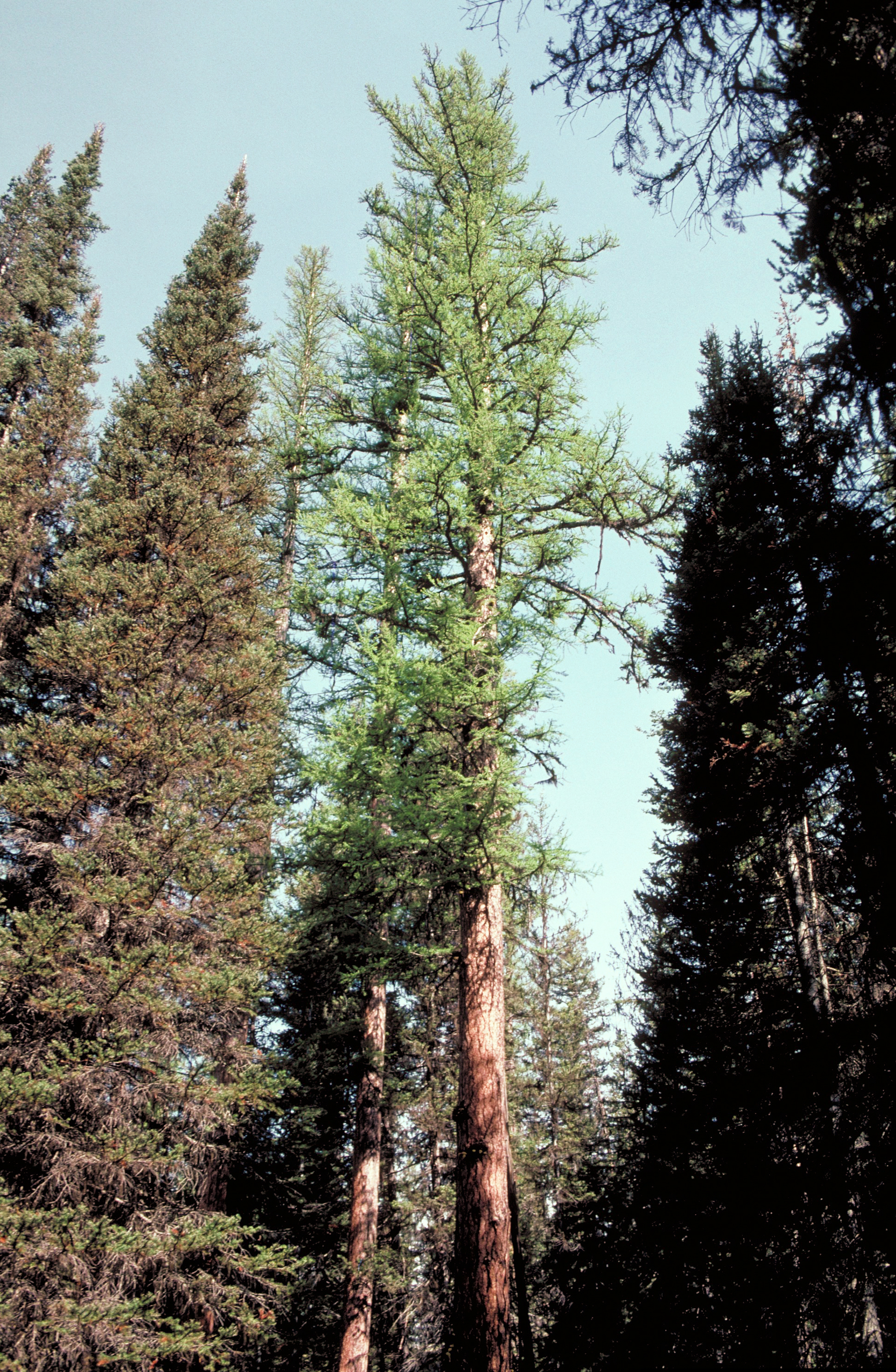
A közbelső fa a vörösfenyő
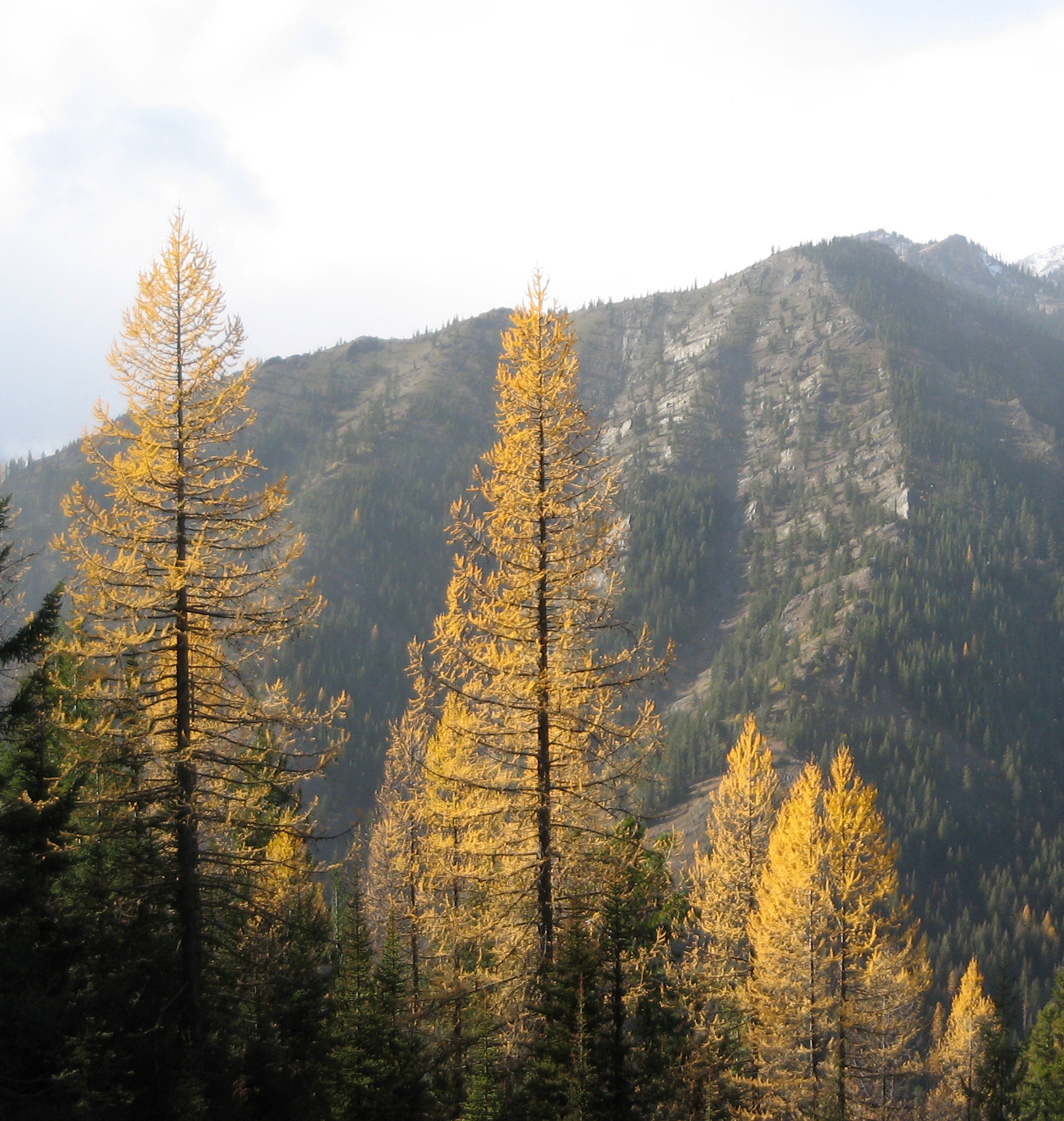
Őszi színekben
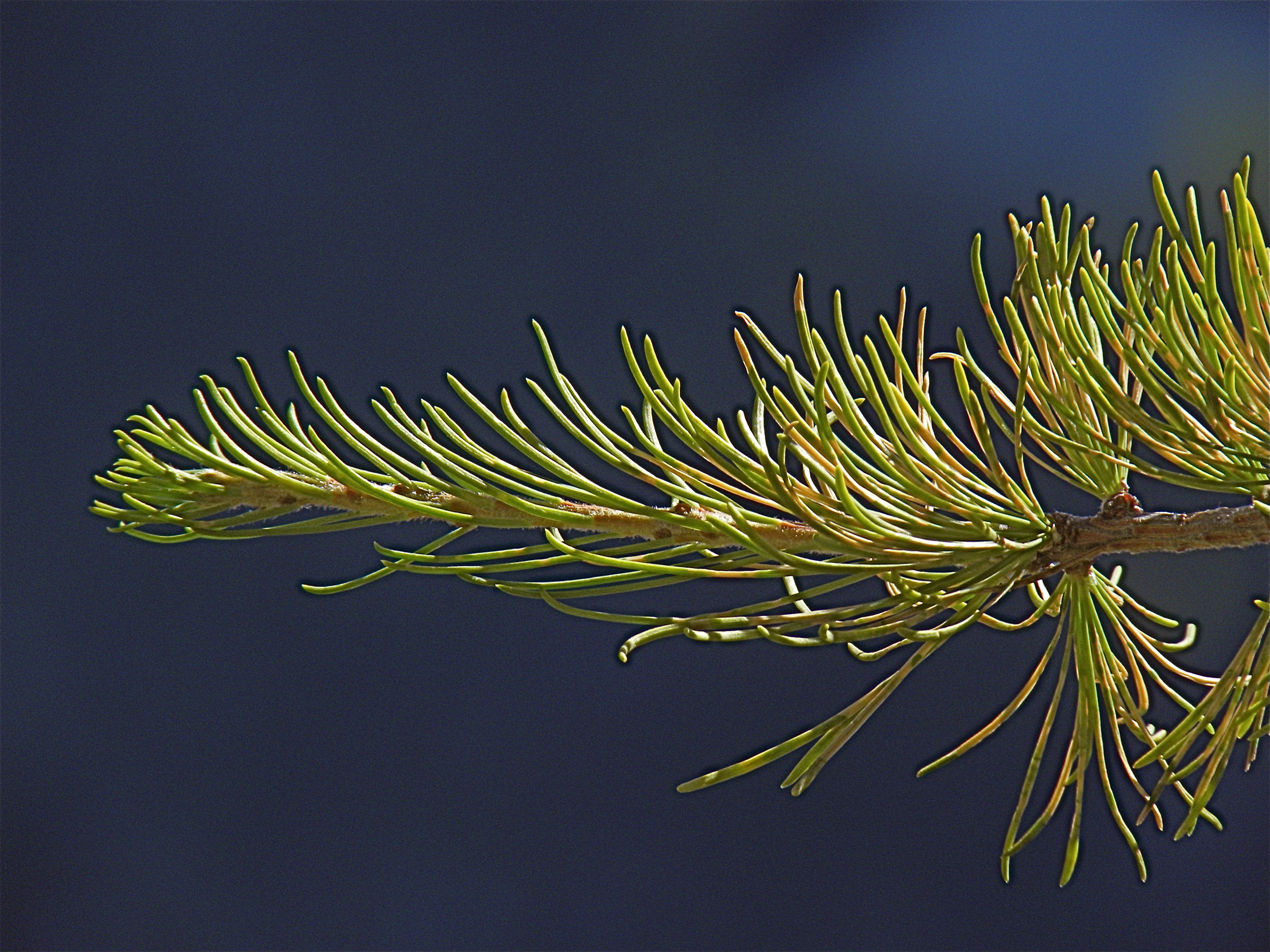
Hajtása tűlevelekkel
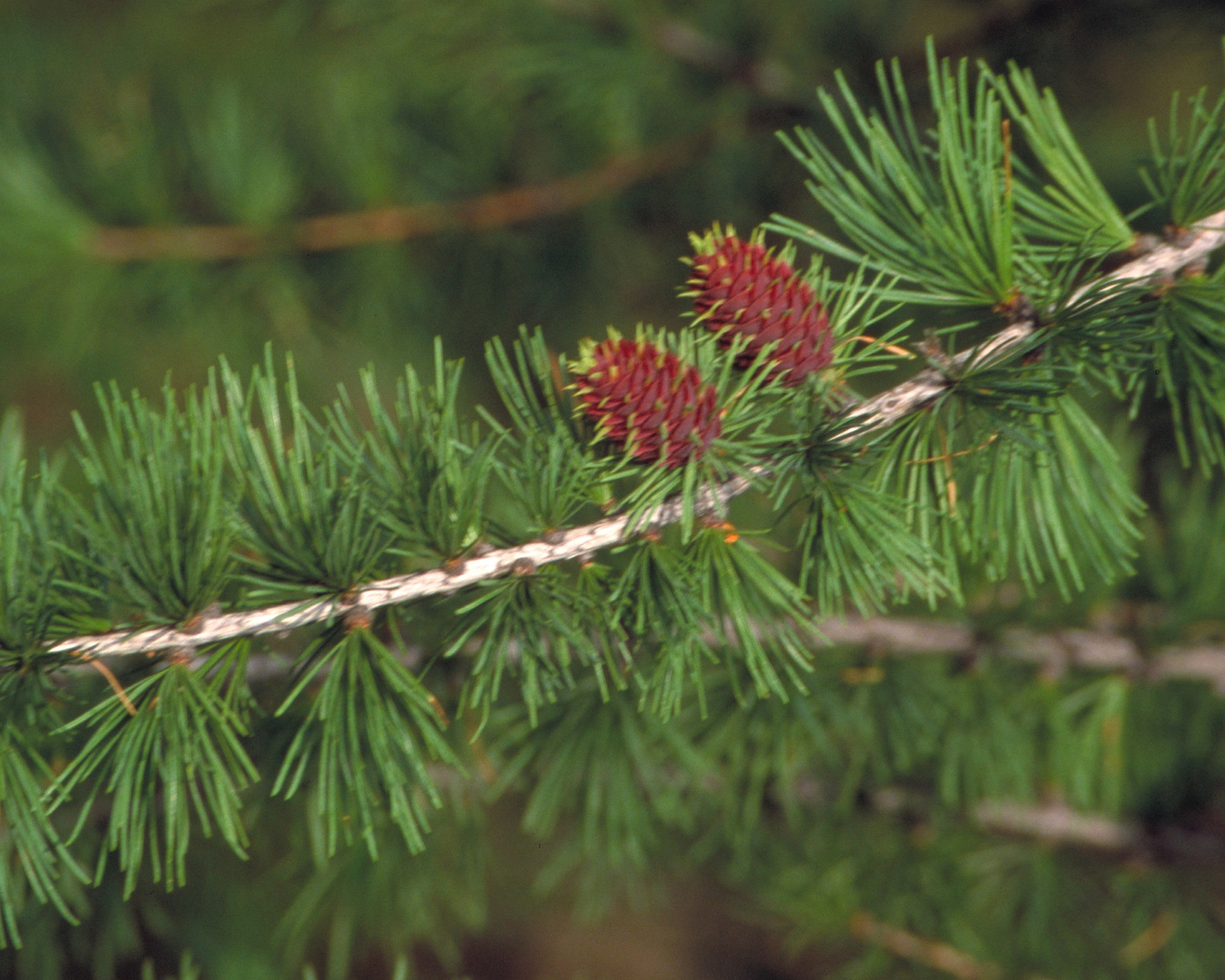
Fiatal tobozok

### Fordítás
- Ez a szócikk részben vagy egészben  a   Larix occidentalis című angol Wikipédia-szócikk ezen változatának fordításán alapul.  Az eredeti cikk szerkesztőit annak laptörténete sorolja fel. Ez a jelzés csupán a megfogalmazás eredetét és a szerzői jogokat jelzi, nem szolgál a cikkben szereplő információk forrásmegjelöléseként.